# هولزلی
هولزلی (به انگلیسی: Hollesley) یک محله مدنی و روستا در بریتانیا است که در Suffolk Coastal واقع شده‌است. هولزلی ۱٬۵۸۱ نفر جمعیت دارد.